# Salmo akairos
Salmo akairos är en fiskart som beskrevs av Delling och Ignacio Doadrio 2005. Salmo akairos ingår i släktet Salmo och familjen laxfiskar. IUCN kategoriserar arten globalt som sårbar. Inga underarter finns listade i Catalogue of Life.